# Edwin de Mèrcia
Edwin -Ēadwine en anglès antic- (mort el 1071) va ser el germà gran de Morcar, comte de Northúmbria, fill d'Ælfgar, comte de Mèrcia, i net de Leofric, comte de Mèrcia. Va heretar el títol i les responsabilitats del seu pare a la mort d'aquest l'any 1062. Apareix com a «comte Edwin» (Eduin Menges) al Domesday Book.
El seu germà Morcar va ser escollit comte de Northúmbria quan Tostig Godwinson fou desterrat pel rei Eduard el Confessor després que els nobles locals es revoltessin cansats del seu mal govern. Tostig, però, no va acceptar les ordres reials i el 1066 Tostig va envair Mèrcia ajudat pel seu cunyat Balduí V de Flandes. Després d'algunes batalles, Tostig va ser rebutjat per Edwin i Morcar i va fugir a Escòcia. Més tard aquell mateix any, Tostig va tornar acompanyat pel rei Harald III de Noruega al capdavant d'un gran exèrcit, que va derrotar a Edwin i Morcar en la batalla de Fulford, prop de York (20 de setembre).
Harald i Tostig van ser al seu torn derrotats i morts per l'exèrcit del rei anglès Harold Godwinson, germà de Tostig, cinc dies més tard en la batalla de Stamford Bridge (25 de setembre).
Harold no va gaudir gaire de la victòria doncs pocs dies després queia mort durant la batalla de Hastings, que marcava l'inici de la Conquesta normanda d'Anglaterra. Edwin i Morcar es van comptar entre els principals partidaris d'Edgard Ætheling, però no van ser capaços de resistir davant dels normands i es van veure obligats a sotmetre's a Guillem el Conqueridor.
El 1068, Edwin i Morcar van intentar revoltar Mèrcia, però poc després es van sotmetre ràpidament davant l'avanç de Guillem. El 1071 van tornar a rebel·lar-se, però aquest cop Edwin va ser traït pel seu sèquit i assassinat.
La germana d'Edwin, Edith de Mèrcia, havia estat l'esposa d'Harold Godwinson fins a la mort d'aquest a Hastings (14 d'octubre 1066).
Les terres d'Edwin van ser atorgades a Alain Li Roux en 1071 i el districte va passar a dir-se Richmondshire.